# Marpha

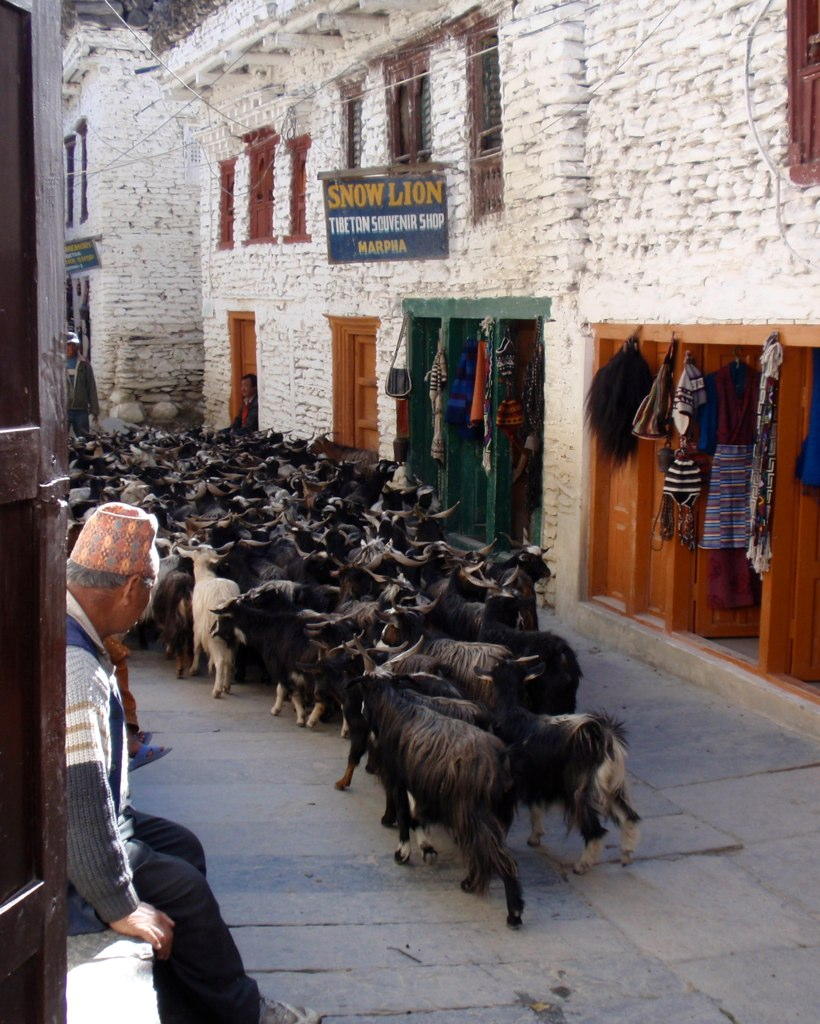
Ziegenherde in Marpha

Marpha (Nepali मार्फा) ist ein Dorf und ein Village Development Committee im Distrikt Mustang im oberen Flusstal des Kali Gandaki.
Der Ort Marpha liegt auf der westlichen Talseite, 5 km südwestlich von Jomsom. Im Ort gibt es ein Nyingma-Kloster. Der Ort liegt am Annapurna Circuit und profitiert als Übernachtungsort vom Tourismus.

## Einwohner
Bei der Volkszählung 2011 hatte Marpha 1551 Einwohner (davon 839 männlich) in 414 Haushalten.

## Dörfer und Weiler
Marpha besteht aus mehreren Dörfern und Weilern:
- Chhairo (2620 m ⊙)
- Dhonga (2600 m)
- Jhong  (3003 m)
- Laki (2780 m)
- Marpha (2700 m ⊙)
- Syang (2780 m ⊙)